# Villavaquerín
Villavaquerín község Spanyolországban, Valladolid tartományban. Villavaquerín Olmos de Esgueva, Villanueva de los Infantes, Piña de Esgueva, Castrillo-Tejeriego, Olivares de Duero, Sardón de Duero és Villabáñez községekkel határos. Lakosainak száma 145 fő (2024).

## Népesség
A település népessége az utóbbi években az alábbiak szerint változott:
| Lakosok száma | 215  | 206  | 201  | 209  | 201  | 189  | 173  | 159  | 163  | 145  |
|               | 2001 | 2004 | 2007 | 2009 | 2012 | 2014 | 2017 | 2019 | 2022 | 2024 |